# Franse roulette

Indeling van de cilinder

Indeling van het inzetveld

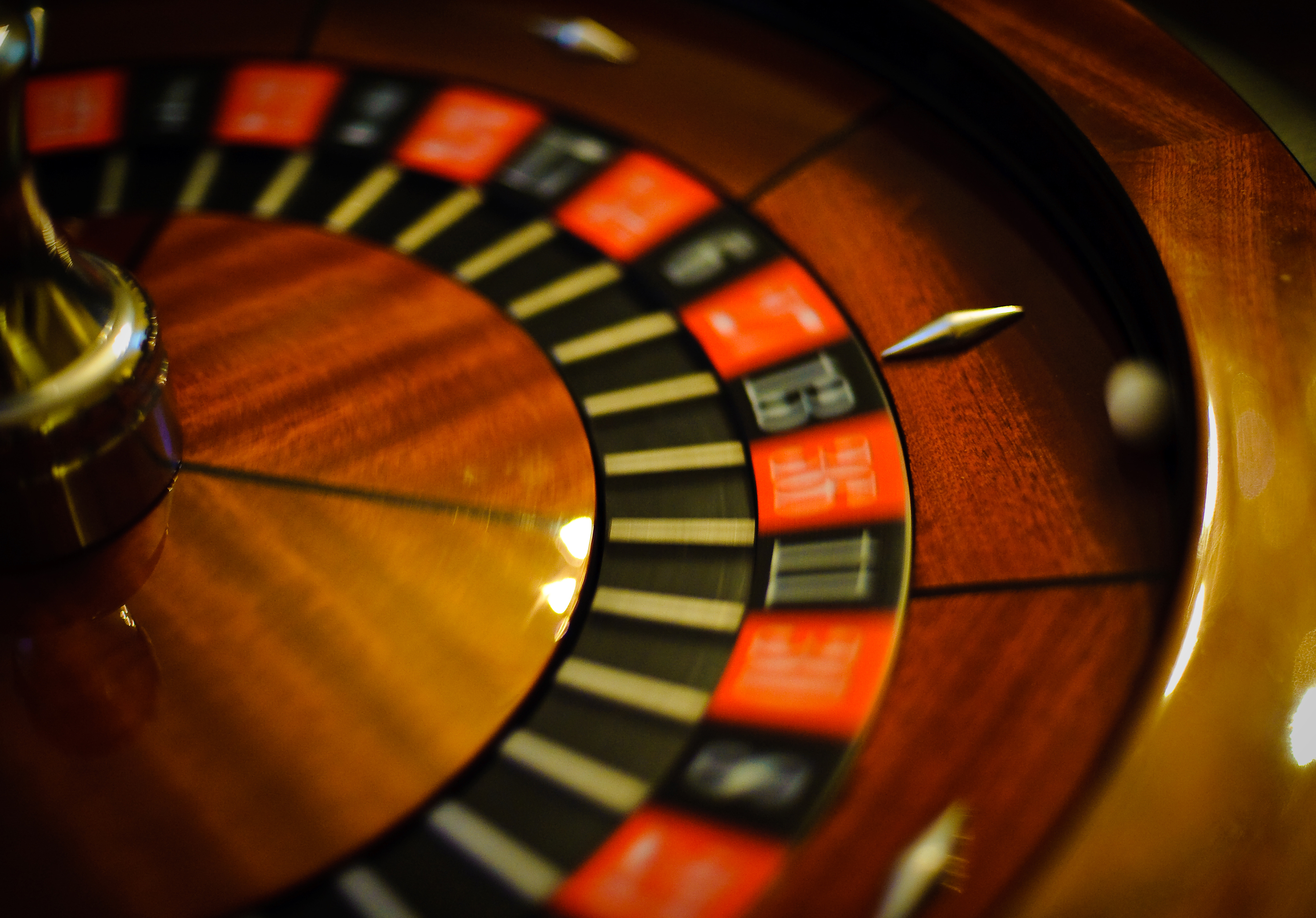
Draaischijf

Franse roulette is een vorm van roulette dat in casino's wordt gespeeld. Franse roulette wordt als de "koningin onder de casinospelen" beschouwd, omdat het een van de oudste spelen in het casino is.

## Speelwijze
Spelers zetten bij Franse roulette fiches in op een groen speelveld, waarop de nummers 1 tot en met 36 en de 0 (zéro) staan. Daarnaast kan men op zogeheten enkelvoudige kansen inzetten: rouge en noir (de rode en zwarte nummers), of pair en impair (even en oneven nummers) of manque en passe (1 t/m 18 en 19 t/m 36). Vervolgens geeft een van de croupiers de handgreep van de draaischijf - waarop alle nummers voorkomen - een flinke zet naar links (tegen de klokrichting in), en schiet meteen de kogel in de schijf.
De croupier die de kogel in de draaischijf schiet, heet de bouleur. Op een gegeven moment komt de uitroep rien ne va plus, 'niets gaat meer', er mag dan niet meer ingezet worden. Uiteindelijk komt de kogel tot stilstand op het winnende nummer, waarna de croupier dit nummer afroept, in het Frans, met daarbij de winnende enkelvoudige kansen, bijvoorbeeld neuf, rouge, impair et manque. Hierbij worden hoofdtelwoorden gebruikt, behalve als 1 valt, dan zegt men premier, rouge, impair et manque.
Dan worden de winnende inzetten uitbetaald, te beginnen met de chances simple, die 1 op 1 uitbetalen en eindigend met eventuele inzetten op een vol nummer (en plein uitbetaling 35 keer de inzet).

## En prison
Als de 0 valt verdwijnen de enkelvoudige kansen en prison. Ze worden op een speciale lijn geschoven. Als inzetten die en prison staan bij de volgende coup winnen, komen ze weer vrij, zonder winst of verlies, anders zijn zij verloren. Als de 0 twee keer achtereen valt worden de inzetten die al en prison staan over de en prison lijn geschoven en moet de enkelvoudige kans twee keer uitkomen. In plaats van en prison kan een speler zijn inzet ook met de bank delen.
De en-prisonregel geeft het casino een kleiner voordeel op de inzetten op enkelvoudige kansen, dan op de andere inzetten. De regel is ook geldig, als Franse roulette in Amerikaanse stijl wordt aangeboden, maar niet bij de echte Amerikaanse roulette.

## Inzetmogelijkheden
- Chances Simples; Enkelvoudige kansen; 18 nummers; Rouge, Noir, Pair, Impair, Manque(1 t/m 18), Passe(19 t/m 36) betaalt 1 maal de inzet (1 tegen 1).
- Douzaines; 12 nummers; "Première"(1 t/m 12), "Moyenne"(13 t/m 24), "Dernière" (25 t/m 36), betaalt 2 maal de inzet (1 tegen 2).
- Colonne; 12 nummers: de nummers 1 t/m 36 zijn in 3 kolommen gerangschikt, onder de vakjes 34, 35 en 36 kan men op de desbetreffende kolom inzetten. De eerste kolom bevat dus nummers 1, 4, 7, 10, 13.. t/m 34. Betaalt hetzelfde als Douzaines.
- Transversale simple; 6 nummers, die in 2 rijen naast elkaar liggen, bijvoorbeeld 10, 11, 12, 13, 14 en 15. Betaalt 5 maal de inzet (1 tegen 5).
- Carré; 4 nummers, die in een vierkant bij elkaar liggen. Bijvoorbeeld de 1 ligt naast de 2 en boven de 4 in linksboven van de 5. Door een inzet op het punt te plaatsen tussen deze vier nummers, speelt men deze 4 nummers. Een ander voorbeeld van een carré is 32, 33, 35 en 36. Carré kan ook geplaatst worden in combinatie met de 0, namelijk 0, 1, 2 en 3. Betaalt 8 maal de inzet (1 tegen 8).
- Transversale pleine; 3 nummers in een rij bijvoorbeeld 1, 2 en 3 of 22, 23 en 24. Een tranversale en plein kan ook met de 0 gespeeld worden in de combinaties 0, 1 en 2 of 0, 2 en 3. Betaalt 11 maal de inzet (1 tegen 11).
- Cheval; 2 nummers, die boven en onder elkaar liggen, of naast elkaar, bijvoorbeeld 2 en 5 of 4 en 5 of 5 en 6 of 5 en 8. Betaalt 17 keer de inzet (1 tegen 17).
- Plein; enkel nummer, betaalt 35 keer de inzet (1 tegen 35).

Verder kan men inzetten op '0-spel' (jeu de zéro), 'grote serie', 'kleine serie', les orphélins of een nummer met 'de buren' (x et voisins). Men speelt dan een bepaald aantal nummers, die verspreid over het inzettableau liggen, maar op de draaischijf allemaal aan elkaar grenzen. Deze inzetten plaatst de croupier in opdracht van de speler. Bij Franse roulette Amerikaanse stijl heeft de croupier een aparte afbeelding van de volgorde van de nummers op de draaischijf naast het inzettableau liggen, waarop hij deze inzetten snel kan plaatsen. Bij de traditionele Franse roulette kennen de croupiers de volgorde van de nummers op de draaischijf uit hun hoofd. Bij echte Amerikaanse roulette (dus met een 0 en een 00) bestaan deze inzetmogelijkheden niet, daar hebben de nummers een andere volgorde op de draaischijf.

## Volgorde van de nummers op de cilinder
De nummers lijken op een willekeurige manier over de cilinder verdeeld te zijn. Dit is gedaan om het inzetten te bemoeilijken. Stel dat de nummers op volgorde staan en een speler voorspelt dat het balletje aan de kant van de lage nummers zal vallen. Dan zal hij voordeel kunnen krijgen door op manque te spelen. De willekeurige volgorde van de nummers moet een dergelijke speelwijze verhinderen. Een speler kan dat natuurlijk omzeilen door stuk voor stuk op een aantal aaneengesloten nummers te zetten, maar dat is vrij bewerkelijk.
De volgorde van de nummers wordt toegeschreven aan de Franse wiskundige, natuurkundige en filosoof Blaise Pascal.
Overigens geldt het als onwaarschijnlijk dat een speler uit de beweging van het balletje en de cilinder zo'n conclusie kan trekken. Er zijn zelfs faciliteiten om het zetten op een aantal aaneengesloten nummers gemakkelijker te maken: de speler zegt dan bijvoorbeeld "25 avec les voisins" tegen de croupier en die begrijpt dan dat er op de opeenvolgende nummers 21, 2, 25, 17 en 34 wordt gezet. Ook zijn er een aantal series (deux-trois, cinq-huit en orphelins) waarop ineens gezet kan worden.
De onderstaande tabel toont hoe rood en zwart, even en oneven, passe en manque, elkaar op de cilinder afwisselen. Rood en zwart zijn altijd afwisselend, de andere iets minder.
| nummer   | pair/impair | passe/manque | douzaine | colonne | Benaming als groep |
| -------- | ----------- | ------------ | -------- | ------- | ------------------ |
| 0 (zéro) | n.v.t.      | n.v.t.       | n.v.t.   | n.v.t.  | n.v.t.             |
| 32       | pair        | passe        | D        | 2       | Série deux-trois   |
| 15       | impair      | manque       | M        | 3       | Série deux-trois   |
| 19       | impair      | passe        | M        | 1       | Série deux-trois   |
| 4        | pair        | manque       | P        | 1       | Série deux-trois   |
| 21       | impair      | passe        | M        | 3       | Série deux-trois   |
| 2        | pair        | manque       | P        | 2       | Série deux-trois   |
| 25       | impair      | passe        | D        | 1       | Série deux-trois   |
| 17       | impair      | manque       | M        | 2       | Orphelins          |
| 34       | pair        | passe        | D        | 1       | Orphelins          |
| 6        | pair        | manque       | P        | 3       | Orphelins          |
| 27       | impair      | passe        | D        | 3       | Série cinq-huit    |
| 13       | impair      | manque       | M        | 1       | Série cinq-huit    |
| 36       | pair        | passe        | D        | 3       | Série cinq-huit    |
| 11       | impair      | manque       | P        | 2       | Série cinq-huit    |
| 30       | pair        | passe        | D        | 3       | Série cinq-huit    |
| 8        | pair        | manque       | P        | 2       | Série cinq-huit    |
| 23       | impair      | passe        | M        | 2       | Série cinq-huit    |
| 10       | pair        | manque       | P        | 1       | Série cinq-huit    |
| 5        | impair      | manque       | P        | 2       | Série cinq-huit    |
| 24       | pair        | passe        | M        | 3       | Série cinq-huit    |
| 16       | pair        | manque       | M        | 1       | Série cinq-huit    |
| 33       | impair      | passe        | D        | 3       | Série cinq-huit    |
| 1        | impair      | manque       | P        | 1       | Orphelins          |
| 20       | pair        | passe        | M        | 2       | Orphelins          |
| 14       | pair        | manque       | M        | 2       | Orphelins          |
| 31       | impair      | passe        | D        | 1       | Orphelins          |
| 9        | impair      | manque       | P        | 3       | Orphelins          |
| 22       | pair        | passe        | M        | 1       | Série deux-trois   |
| 18       | pair        | manque       | M        | 3       | Série deux-trois   |
| 29       | impair      | passe        | D        | 2       | Série deux-trois   |
| 7        | impair      | manque       | P        | 1       | Série deux-trois   |
| 28       | pair        | passe        | D        | 1       | Série deux-trois   |
| 12       | pair        | manque       | P        | 3       | Série deux-trois   |
| 35       | impair      | passe        | D        | 2       | Série deux-trois   |
| 3        | impair      | manque       | P        | 3       | Série deux-trois   |
| 26       | pair        | passe        | D        | 2       | Série deux-trois   |

Amerikaanse roulette · Franse roulette · Black Jack · Poker · Caribbean Stud Poker · Pai Gow Poker · Sic Bo · Punto Banco / Baccarat · 
Craps · Money Wheel · Trente et Quarante